# Мил Лакс (окръг, Минесота)
Окръг Мил Лакс (на английски: Mille Lacs County) е окръг в щата Минесота, Съединени американски щати. Площта му е 1766 km², а населението - 22 330 души (2000). Административен център е град Милака.